# Eugenio Bennato (album)
Eugenio Bennato è un album del cantautore italiano Eugenio Bennato pubblicato nel 1983.

## Tracce
1. Frutta originale
2. Napule overo
3. Canzone minore (quanno chiove)
4. Sunà
5. Nun fa niente
6. Gone away
7. Una nota dopo l'altra
8. La buonasera
9. E domani si balla
10. Villanella finale

## Formazione
- Eugenio Bennato – voce, chitarra acustica
- Maria Pia De Vito – voce
- Derek Wilson – batteria
- Ernesto Vitolo – organo Hammond, pianoforte, Fender Rhodes, tastiera
- Aniello – percussioni, voce
- Sabatino Romano – batteria
- Erasmo Petringa – basso
- Tony Esposito – percussioni
- Franco Giacoia – chitarra elettrica, chitarra acustica
- Mauro Spina – batteria
- Rino Zurzolo – contrabbasso
- Lucio Fabbri – viola, violino
- Gennaro Cappabianca – violino
- Pippo Cerciello – violino
- Robert Fix – sassofono soprano
- Marco Zurzolo – flauto